# Pyrazine
Pyrazine là một hợp chất hữu cơ dị vòng thơm có công thức hóa học C4H4N2.
Pyrazine là một phân tử đối xứng với nhóm điểm D 2h. Pyrazine có tính base yếu hơn pyridine, pyridazine và pyrimidine.
Các dẫn xuất như phenazine nổi tiếng với các ứng dụng chống ung thư, kháng sinh và lợi tiểu.
Tetramethylpyrazine (còn được gọi là ligustrazine) được dùng để làm sạch anion superoxit và giảm sản xuất oxit nitric trong bạch cầu đa nhân của con người.

## Tổng hợp
Nhiều phương pháp tồn tại để tổng hợp hữu cơ pyrazine và các dẫn xuất của nó. Một số trong số này là một trong những phản ứng tổng hợp lâu đời nhất vẫn được sử dụng.
Trong quá trình tổng hợp Strazeder Rugheimer pyrazine (1876), 2-chloroacetophenone được phản ứng với amonia thành amino ketone, sau đó cô đặc và sau đó được oxy hóa thành pyrazine. Một biến thể là pyrazine tổng hợp Gutknecht (1879) cũng dựa trên này selfcondensation, nhưng khác nhau ở cách thức alpha-ketoamine được tổng hợp.
Tổng hợp Gastaldi (1921) là một biến thể khác: